# 科举
科举是一種通過考试來选拔官員的制度，源自中國，並傳播至漢字文化圈其他國家。它是古代中国的一项重要政治制度，对中国社会和文化产生巨大影响，直接催生不論門第、以考试產生的“士大夫”阶层。除中國科舉外，鄰近中國的亚洲國家如越南、朝鮮半島、琉球群島和日本列島也曾引入這種制度來選拔人才。
科举始于605年时的隋朝，由隋文帝首創，發展並定型於唐朝至武周，並更加完善（唐高宗創造「殿試」，由天子親自擔任考官，可使皇帝更加清楚有哪些優秀人才。武則天加大了此制度的規模），一直延续到清末，在1905年才被慈禧太后廢除；在越南更遲至阮朝末年的1919年才廢除，整个科举共持续1300多年。此一制度讓平民當官的機會大增，甚至可以因此晉升貴族，亦扭轉了西周到隋朝以前「上者恆上，下者恆下」的不公平社會現象。

## 起源與成熟
科舉制度起源於中國的隋代，秦代之前中國曾採用世襲制度取士。西周時，天子以及諸侯分封天下。《周禮》之下，社會階級分明。管理國家由天子、諸侯、卿、士分級負責。而各階層按倫常，依照血緣世襲。到了东周，制度開始崩潰，於是有「客卿」、「食客」等制度以外的人材，為各國國君服務。汉朝時封建制度逐渐被廢，皇帝中央集权得以加强。當時採用的是察举制，由各級地方推荐德才兼备的民間人材。由州推舉的稱為秀才，由郡推舉的稱為孝廉。察举制缺乏客觀的評選準則，虽有连坐制度，但后期逐渐出现地方官員徇私，所荐者不實的现象。
至三國時代，魏文帝時，陈群創立九品中正制，由中央特定官員，按出身、品德等考核民間人才，分為九品錄用。兩晉、六朝時沿用此制。是察举制的改良，是將察举之權，由地方官改由中央任命的官員負責。但是，這制度始終是由地方官選拔人才。魏晉時代，世族勢力強大，常影響中正官考核人才，後來甚至所憑準則僅限於門第出身。於是造成「上品無寒門、下品無世族」的現象。不但堵塞民間人材，還讓世族得以把持朝廷人事，影響皇帝的權力。
到了隋代，為了改革九品中正制，隋文帝於開皇七年（587年）下詔各州每年推薦三人(制諸州歲貢三人)，應考「秀才」。隋煬帝在大業元年（605年）設進士科取士，成為以後的科举。唐朝继承并发展这一制度。唐朝的科举分为常科与制科两类。武則天時，曾首創由皇帝主持，覆核進士資格的殿試；和取武將的武科舉(武舉)。但是，二者在唐朝時並未有成為定例。
唐代的科舉允许平民携带证件自由报考，但仍然留有一定的察舉制影子。例如：士子在應試前，流行把自己的作品呈送社會名流，希望名流能向主考推薦。叫作「行卷」。社会上有地位、有名望的人向知贡举的官员公开推荐应试举子，称为「公荐」，而被荐的举子能轻松及第。除了武則天主政期間外，唐代的科舉沒有糊名（彌封）的習慣。考官在評卷時，考生的名聲往往是考慮因素之一。這樣做的原意跟舉察一樣，是希望可以兼顧人材在試場外的表現。但同時這亦無可避免造成不公平，出現士子與考官之間的利益瓜葛。到了唐末吏治敗壞時，弊病更甚。
宋代進一步改良唐朝的科舉制度，废除行卷公荐之法，建立弥封誊录制度，確立一套相當完整的體制。宋朝的科舉制度公平性大幅提升，許多大臣的子孫也未考上科舉，僅能擔任中低階官員。

## 各地情況
受中国文化的影响，历史上其他一些周边的国家除了有学子赴中国参加科举考试外，也在本国设立科举制度。最先仿效中國設立科舉的是日本，但也是實行時間最短的。由於具有平等精神的科举制度与贵族传统存在巨大冲突，因而在日本的影響遠不如其他地區。
越南的科舉制度，始自於1075年始，至1919年止，是全世界科舉制度最晚廢除的國家。除模仿中國科舉的形式和制度外，還有了本土化的特徵，如設置儒、佛、道三教考试。
朝鲜的科举制度始于高丽时代光宗9年（958年），至1894年止，科舉制在韓國歷史上存在了936年，是中国域外实行科举制最长、也最为完备的科举。
琉球在第二尚氏王朝尚温王在位期間始設科舉（称为“科”）以選拔人才。不過琉球的科舉形式远比中国简略，不见有进士、状元等记载，只是成绩优异者可保举做官。

### 中國
秦朝以前，中國社會採用封建制度（分封制），選士也依靠世襲制度。漢代選拔民間人才採用的是察举制，由各級地方推荐德才兼备的人材。由州推舉的稱為秀才，由郡推舉的稱為孝廉。察举制缺乏客觀的評選準則，逐渐出现地方官員徇私，所荐者不實的现象。三國時代，魏文帝時，陈群創立九品中正制，是察举制的改良，兩晉、六朝時沿用此制。由中央特定官員，按出身、品德等考核民間人才，分為九品錄用。世族勢力強大，常影響中正官考核人才，後來甚至所憑準則僅限於門第出身。於是造成「上品無寒門、下品無世族」的現象。
為了改革九品中正制，隋文帝於開皇七年（587年）命各州「歲貢三人」，應考「秀才」。隋煬帝在大業元年（605年）設進士科取士，成為以後的科举。在整個隋朝的三十八年內，總共舉行四至五次科考，總共取秀才、進士十二人。
唐朝继承并发展这一制度。唐朝的科举分为常科与制科两类，常科每年举行，制科则是皇帝临时设置的科目。常科的考生有生徒和乡贡，常科名目很多，依据应举人的条件和考试内容分为秀才、明经、进士、明法、明书、明算等科。生徒是在國子監（国子学、弘文馆、崇文馆）、各地學館入學考試合格的學生。乡贡則是通過府試、州試的人，又稱舉人；考頭名的稱解元。通過朝廷尚書省的省試者稱為進士及第，考頭名的稱狀元，其餘分甲第和乙第。除了每年的常科考试外，还有临时不定期由皇帝亲自主持的科举考试，叫制科。這時科舉仍然留有一定的察舉制影子。考官在評卷時，考生的名聲往往是考慮因素之一。這樣做的原因跟舉察一樣，是希望可以兼顧人材在試場外的表現。但同時這亦無可避免造成不公平，出現士子與考官之間的利益瓜葛。到了唐末吏治敗壞時，弊病更甚。到了唐代後期，出身寒門由科舉入仕者漸多，與世族门荫入仕者形成兩大官僚派系集團，互相傾軋，史稱「牛李黨爭」。
武則天主政時，曾首創由皇帝主持，覆核進士資格的殿試；和選拔軍事人才的武科舉。但是，二者在唐朝時並未有成為定例。
宋代進一步改良唐朝的科舉制度，確立一套相當完整的體制。宋朝的科舉制度公平性大幅提升，許多大臣的子孫也未考上科舉，僅能擔任中低階官員。皇帝欲加強對取士過程的控制，減少考官及士子聯黨結派的可能。自宋太祖開寶六年起，取錄的進士一律要經過由皇帝親自主持的最後一關殿試，名次也由皇帝親定。自此以後，進士都是「天子門生」，而不再是考官的門生。取士的數量大增，每科進士通常達數百人，並且放寬應考條件，不論財富、聲望、年齡皆可應考，對偏遠地方的考生更給予路費。自宋英宗治平二年（1065年）起，定期開考，三年一科，之後為明、清二朝所沿襲，至科舉被廢為止，宋代的科考分為三級：解試（州試）、省試（由禮部舉行）和殿試。解試由各地方進行，通過的舉人可以進京參加省試。省試在貢院內進行，連考三天。為了防止作弊，考官俱為臨時委派，並由多人擔任。考官獲任後要即赴貢院，不得與外界往來，稱為鎖院。考生到達貢院後，要對號入座，同考官一樣不得離場。試卷要糊名、誊錄，並且由多人閱卷。而殿試則於宮內舉行，由皇帝親自主持及定出名次。自宋代起，凡於殿試中進士者皆即授官，不需要再經吏部選試。
元朝的科举取士一共经历四个阶段：戊戌选试、延祐复科、至元废科和至正复科。元太宗九年（1237年）农历八月，根据耶律楚材的建议，窝阔台下诏书，对儒士开科取士。诸路考试，均于1238年（戊戌年）举行，史称“戊戌选试”。录取东平杨奂等4,030人，皆为一时名士。按照他们原来的打算，此后准备再辟举场精选入仕。元世祖即位以后，围绕科举兴废问题曾展开反复讨论。其中比较重要的是至元二十一年（1284年）之议，其「事虽未及行，而选举之制已立」。但是终世祖之世，科举制度始终没有实行。元成宗、元武宗时，也一再议「科举事」，但仍无结果。元仁宗即位後，为了整顿吏治，改革由吏入仕制度带来的某些弊端，主张以儒治国，重新提出"求贤取士，何法为上"的问题。皇庆改元（1312年）仁宗将其儒师王约特拜集贤大学士，并将王约“兴科举”的建议“著为令甲”（《元史》列传第六十五王约）。皇庆二年（1313年）农历十月，仁宗要求中书省议行科举。元仁宗皇庆二年（1313年）十一月，元廷以行科举诏颁天下。每三年举行一次，分为乡试、会试、殿试三道。最终确定程朱理学在今后600年里的国家正统学说地位，因为后来的明清两朝的科举取士基本沿袭元朝的科举制度及其实施办法，并在其基础上进一步加以发展、充实和完善。元仁宗延祐元年（1314年）八月，全国举行乡试，延祐二年（1315年）二月，在大都举行会试，1315年三月，在大都皇宫举行殿试（廷试），录取进士56人，史称“延祐复科”。制度基本沿襲宋代，用“经义”、“经疑”为题述文。科舉分為地方的鄉試，和在京師進行的會試及殿試，只考德行明经一科，但分成左右榜。右榜供蒙古人、色目人應考，鄉試時只考兩場，要求相對較簡單。左榜供漢人、南人應考，鄉試時考三場，要求相對較嚴格。
明朝的科舉在元代萎缩的基礎上改良并得到發展，制度已完善，規模也增加，參加科舉的人數大增；但考核的內容卻開始僵化。明朝二百七十七年開科八十九次，取進士24,536人，正式由國家舉行的科考分为三級：乡试、会试、殿试。
清朝科舉基本承襲明制。開國初時曾在順治年間兩次分滿漢兩榜取士；之後改為只有一榜。首崇满洲是终清一朝所秉持的国策，满人、蒙古人（旗人）入仕途径比汉人更多、更易。譬如仅限旗人参加的繙譯科考试。因此不特別鼓勵滿人、蒙古人參加科举。把科舉入仕之途留給漢人。滿人、蒙古人參加科舉雖然有較易考中的捷徑，但最後殿試頭三名習慣只授予漢人，即所謂「旗人不佔鼎甲」。但清朝二百六十七年間開科一百一十二次，進士二萬六千人；進士前三名中只有三人是滿人，其中兩人是順治分榜時所取，蒙古族只有一位阿鲁忒·崇绮在同治乙丑（1865年）考中状元。
明清的科舉與學校結合，故此在參加正式科考以前，考生先要取得「入學」的資格，即成為生员。入學有兩個途徑，一是通過稱為童試的縣、府、院三級考試。這是大部分士子所用的方法，被認為是入士的正途。另一方法是進入國子監，成為監生。監生中有皇帝恩准的「恩監」；因長輩曾為國建功而特准的「蔭監」；和最常見的方法：透過捐獻金錢財物而成的「捐監」。監生雖然亦可應乡试、會試；但一般被認為是「雜流」，就算到了最後能考中進士，地位也比一般進士稍低。

### 越南
越南的科舉制，最早始于李朝的仁宗太寧元年（1075年）。李朝的科舉制一共只舉行四次，人數也較少，未產生較大影響。其後陳朝太宗建中八年（1232年）時，再度實行科舉，其施行方式，是設立太學，由太學生參與考試，來取得進士資格，并与中国一样，以三甲定高下。其後為了擴大科舉取士，陳朝睿宗于隆庆二年（1314年）正式創立進士科，讓更多的人能參與進士考試。
1397年，執政的胡季犛下令在越南的各府、各州開辦學校。諸路各府各設立一個學官，賜予官田（大府州賜十五畝、中府州十二畝、小府州十畝），以供學校使用。路官、督學官教育生徒，每年每季選出優秀者送往朝廷，由皇帝親自選拔合格者為官。胡季犛厭惡程朱理學，自行編纂《明道書》十四篇作為學習《詩經》的序言，以取代朱熹的《詩集傳》。並廢除科舉考試中的默寫，以討論政治的「策文」代之；又增設書算一場，以考察數學能力。不過這些改革由於1407年安南被明朝吞併而被廢止。
後黎朝時，越南進一步模仿中國明清的科舉制度。明成祖永樂五年（1407年），又一度將安南收入版圖，這些都促成中國科舉制對其後的后黎朝越南重大的影響，包括鄉試、會試、殿試三級的考試方式。黎太祖黎利登基後在首都昇龍設立國子監。1430年，規定四品以下官員都必須參加科舉考試，文官考經史、武官考武經。全國各地則仿照中國科舉制度以選拔人才。此外又規定僧人和道士必須參加考試，以測試其對宗教典籍的瞭解程度，不合格者勒令還俗。黎仁宗在位期間，朝廷下令廢除「論經義」（討論五經的意義）科目，改為考算術的科目；但後來論經義科又被恢復。据《大越史记》中记载，洪德三年时的科举分为四场，第一场题目出自四书，有八题，举子选四题来做答；同时又有《论语》、《孟子》中各四题，“五经”中每经出三道题，举子从中自选一题做答。第二场考制、诏、表各三题。第三场考诗赋。第四场则考策问，靠的是历代政事的得失。当时的考试内容与中国的科举内容大同小异。
從1627年起，越南進入鄭阮紛爭時期。這個時期的朝廷重武輕文，科舉只有鄉試和會試。鄉試每三年在清化、宣光、諒山、安廣各府舉辦一次，會試在京畿地區每三年舉行一次。此時期的越南賣官鬻爵非常嚴重，根據1750年明都王鄭楹頒佈的法律，考生只要交錢就可以免除一次考試，科舉淪為了一種公開的買賣。裕宗在位時（1705年-1729年），新設立武舉考試。
1788年，西山朝的光中帝阮惠統一越南之後，試圖用字喃來取代漢字的官方地位，下令凡是官方書信、公文都以字喃為主要文字。他還命令官員在科舉中以字喃出題。阮惠之子阮光纘繼位之後，因政局動盪不安，科舉被停止。
阮世祖在1802年建立阮朝，于嘉隆六年（1807年）开乡试，制度上则模仿中国清代科举。之后的阮圣祖重视科举，曾命派往清朝的人士多买书籍，颁布士林。並對实行的诸多改革，使之更趋于严密与规范。明命三年（1825年），初开会试恩科，并定试法，在京城南部建造试场，分为内外场和甲乙二围。按照当年应试的考生数来建造号舍。考试分四场。第一场考义经，第二场考诏、制、表，第三场考诗赋，第四场考策问或古文、今文。此外模仿清朝科举也建立严格的考试纪律。其後在明命十年（1832年）進一步引進八股文為主要的考試內容。不過，阮圣祖也認為當時的科舉制度陳舊迂腐，應該逐漸加以改進。自阮圣祖開始設置廷試（殿試）之後，終阮一朝，越南科舉從未出現狀元、榜眼、探花等名目。雖學者有不少認為這是阮朝的規定，但在阮朝相關法律典籍中從未發現相關的條文。
越南科举在正规性、权威性和满足行政职位的要求、促进社会阶层流动等方面皆逊于中国科举，但在考试制度上与中国科举是最为相似的。而越南科舉也有自己独创的制度，如太学生科、饶学试、四十分采点评卷法、“核”等等。
越南淪為法國殖民地之後，法國殖民者對科舉進行一系列改革，廢除科舉考試對八股、辭賦的考核，改為考核法語和越南語國語字的能力；同時增加越南史、中國史、算術、例律、西方史、地理等內容。從1904年（同慶十年）起，鄉試增加考核法語和越南語國語字互譯的題目，並成為定例。1919年，阮朝最後一次舉辦科舉考試，其進士第一名為阮豐貽。

### 朝鲜
朝鲜的科举制度始于高丽时代光宗9年（958年），光宗采用当时五代后周出使高丽的官员双冀的建议，开始实施科举。主要是模仿唐朝的科举制度。到朝鲜王朝时期才正式实施。
高丽王朝的科举制度是融会唐、五代、宋、元等诸朝的科举制度而成。直接渊源于隋或唐的有礼部三场试、三条烛试（夜试）、试期在春三月（春试）、科目中的宾贡科、咒噤科等。源于五代、宋，间接渊源于隋或唐的有：主试机关在礼部，科目中的进士、明法、明书、明算、三礼、三传等科，进士科分甲、乙第，重诗赋，明经有帖经、墨义，以及考试用糊名法等等。其直接渊源于宋，间接渊源于唐的有：武学及武举、贡举人的乡饮酒礼、拜谒文庙之礼等。其直接渊源于元，间接渊源于唐者有：乡试、会试、殿试三阶考试的成立等。至于三年一开科、进士科及第除官地位较高等，则均见于宋制。而科目中的卜业、地理业、何论业、政要业等，考试过程中的国子监试，僧科的设立等则属于高丽的独创。
朝鮮王朝继续实行科举制。朝鮮太祖元年（1392年）定科举法，去掉“四书”“五经”作文，改试讲论，实行数科之后，发现并不能选拔出“经学杰出之才”，于是在太宗七年（1407年）吉昌君权近上书请求罢讲论而重开经书疑义，并建议设立考试诗赋、吏文、经典和汉语的“汉吏科”，与正科同榜唱名。當時分为大科、小科（文科）、武科及杂科（易学科、医科、阴阳科、律科）。大科考试是成为两班文武的必由之路，主要被两班子弟垄断。每三年举行一次“式年试”属于“大比之科”，此外还举行各种不定期“别试”，相当于中国明清时期的恩科考试，每当皇帝登基、行幸、万寿、太妃附太庙称庆，册封世子、世子行冠礼、世子入学称庆等庆典时都会举行，而且每十年会开一次“重试”，允许现任官员赴考。不定期有国王亲临考场的“亲临试”，该试再分成成均馆儒生参加的“谒圣试”和在昌慶宮举行的由官员参加的“春塘大试”。这些别试的科目少则录取三名，最多时录取四十名以上，通常录取十多名。这样，朝鲜的进士人数大大多于中国的进士人数。
雜科則沒有規定的階層，從賤民到貴族都可以參加，若賤民、白丁、常民，則被授與官職並升為中人階級，因此兩班貴族的庶子往往以考取雜科空缺為目標。少數表現極為優秀的更可成為兩班，例如宣祖至光海君時期的醫官許浚，本是兩班賤妾所生之庶子，為賤民出身，後來考醫科成為醫官，由於表現傑出而受賜扈聖功臣三位，晉身兩班行列。杂科中的医科考試會在首都漢陽（今首爾）舉行，一般每五年一次，目的是要補充內醫院的大夫空缺，假如五年內沒有空缺，便不會舉行。医科考有關「內景」（內科）、「外形」（外科）、「雜病」、「湯液」（藥學）、「鍼灸」等五科的知識。
关于科举存废利弊的争论在朝鮮时有出现，历史上甚至有“近来科弊，难以毛举”的说法。但是科举制度也给朝鲜社会带来正面的作用，使得“私门塞而公道开，浮华斥而真儒出”。韩国学者李成茂指出：“随着官僚制度的发展，在仕宦途中渐渐形成一道阻止常人晋升的坚固长城，而科举则是助人突破这道长城升至高位的促进剂。科举的这种独特作用不以某个权势人物或某种权力机构所左右，它依靠考试制度客观地发挥着其作用，可以说这是科举制度的一大长处。”尽管改革和废止的呼声不时出现，但朝鲜的科举制度从未间断，如果不是因为日本的压迫，朝鲜科举还将延续一段时间。

### 琉球
早期琉球並無官方的教育機構，也沒有相應的考試選拔制度。各大士族都在自己的府邸裡設有私人教學機構，但不收家族以外的學生。1718年，程順則奉命在至聖廟中創立琉球歷史上第一個公共教育機構——明倫堂，為琉球的儒學教育奠定基礎。
琉球也定期向中國派遣官生（留學生），每次定額四名。不過由於當時琉球的教育水平較為落後，往往四個名額都被久米村出身的人物所佔據。
為了提高琉球人的教育水平，尚温王於1798年（清朝嘉庆3年、日本宽政10年）接受國師蔡世昌的建議，在王府之北建立国学。國學中設講解師一員，按司奉行、親方奉行各一位，附設中取筆者各二名。又建乡学三所，設講解師一員，又設奉行、中取等職以管理學務。国中士族子弟由乡学选入国学。尚温王作《国学训饬士子谕》，说明琉球学习中华文化，开设科举（称为“科”）以選拔人才。不過琉球的科舉形式远比中国简略，不见有进士、状元等记载，只是成绩优异者可保举做官。官生的四個名額也由國學中最優秀的人才中選出，其中對久米村人的名額被限制為兩名。
直到1879年日本侵略琉球，琉球国灭亡为止，国学科举不断。

### 日本
日本是最早仿行中国科举的国家，同时实行科举制时间也是最短的。
日本在8、9世纪时开始仿照唐朝的科举制度举办贡举，701年的大宝令颁布后，贡举制度确立，分为秀才、明經、進士、明法四科和醫、針二科，其中以秀才科为盛。贡举考试由掌管考察和任命官吏之职的式部省直接主持，每年一度，在十月、十一月间进行。考试的学生分为贡人和举人两种，由地方诸国贡送来参加科考的学生称为贡人，依据天皇临时制举（依临时需要而特别招收人才）或由大学寮经过寮试而来参加科考的学生称为举人。来自大学寮的举人不仅要通过国学的考试，还要经地方长官的推荐。考试内容大致同于唐朝科举各科。明经科考试“试《周礼》、《左传》、《礼记》、《毛诗》各四条，余经各三条，《孝经》、《论语》共三条”，在总计为十条的考试中，通十为上上，通八以上为上中，通七为上下，通六为中上。进士科考试“试时务策二条”和帖读（七帖从《文选上秩》中选，三帖从《尔雅》中选）。帖策全通者为甲，两策通及帖读答对六帖者为乙，以外皆为不第。明法科考试与唐朝完全相同，内容为“试律令十条”，全通为甲，通八以上为乙，通七以下为不第。
按照“选叙令”的规定，要在考试合格者中选拔人才叙位任官。其中以秀才科最高，明经科、进士科、明法科依次递减。总之，日本的贡举在考试项目、评审标准、等第区分和及第授阶方面都主要仿自唐朝。唐制考试内容较日制为难，录取标准也比日制高，但日本更重视贡举出身者。
然而，日本实施科举的时代，正处于贵族势力上升的时期。具有平等精神的科举制度与贵族传统存在巨大冲突，因而难以在日本生根。自大宝令公布，实施贡举后的一百年内，较受重视的秀才、明经二科的及第者只有数十个。由於貴族干政、學官世襲，到10世紀以后，进士科已经废绝，科举基本上為貴族所把持，並且也不是依據才學高下，而是以資歷名望，致使科舉日漸流於形式化和世袭化。
11世紀以后，雖然在形式上還繼續實行式部省試，但除了文章试之外的诸科都已没落。考生皆由權貴推薦，應考者幾乎是無條件及第，且不及第者可以改判及第，科舉制至此已完全異化。1177年，大学寮被大火焚毁，之后再未重建。到十五、十六世纪时，只剩下形式上的方略式。江户时代贡举已经绝迹。

## 考試內容
中國的科舉最初分明經、進士兩科，雖然唐代大大增加科目數量，如秀才科等，但明經和進士仍是選拔官員的主要科目。秀才、明經、進士三科一同傳至日本。後來「秀才科」在中國被廢，保留明經、進士兩科，並傳至朝鮮、越南。朝鮮、越南等地又發展出當地特有的內容，如朝鮮有針對佛教僧侶的僧科，越南有考儒、釋、道三教內容的三教科，又有太學生科等。

### 文舉

#### 秀才科
秀才科的考试方式主要为试方略策五条。所谓方略策，主要是论述圣贤治道、古今理体之类。其多属务虚性的“空论”，既须要有博精的学识，又须要有明晰的思辨，既要文采可观，又要理义精当。宝应二年，礼部侍郎杨绾在上疏请置“孝廉科”的同时，又提到秀才科问题，其《贡举条目》为秀才科拟定的试制如下：秀才举人，准旧格惟试方略策五条。望令精通五经，每经准孝廉例问义二十条。但是由于政策没有很好的落实，应试者也不多，后来便取消秀才科。

#### 明經科

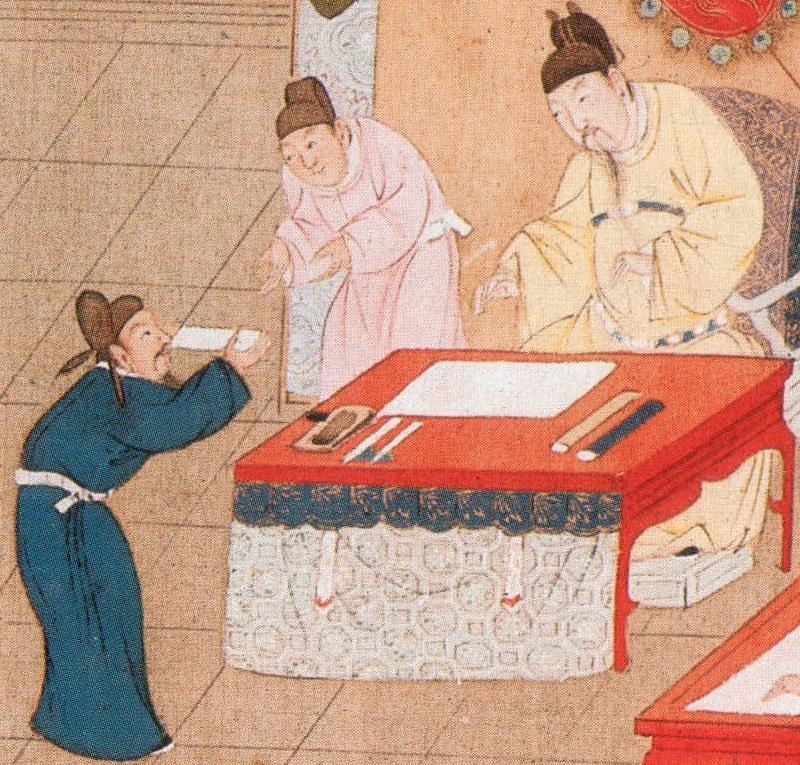
明朝绘画：科举考试中的皇帝

明經科的主要考試內容包括帖經和墨義。帖經有點像現代考試的填充，試題一般是摘錄經書的一句並遮去几个字，考生需填充缺去的字詞；至於墨義則是一些關於經文的問答。進士科的考試主要是要求考生就特定的題目創作詩、賦，有時也會加入帖經。

#### 進士科
武则天時代以後，進士科的地位慢慢超越明經，成為科舉中唯一的重要科目。造成這種現象的原因主要是進士科考生需要發揮創意方能及第，而明經只需熟讀經書便能考上。而且進士科的評選標準甚嚴格，考上的人數往往只是明經科的十分之一。當時曾有一句說話：「三十老明經，五十少進士」，道出進士科的難度。欧阳脩稱：「東南俗好文，故進士多；西北人尚質，故經學多。科場東南多取進士，西北多取明經。東南州、軍進士取解，二三千人處只解二三十人，是百人取一。……西北州、軍取解，至多處不過百人，而所解至十餘人，是十人取一；比之東南，十倍假借之矣。」
宋代大部份時間的科舉內容與唐代分別不大，但王安石執政時，曾對科舉制度進行改革，把帖經、墨義和詩賦等考試都取消了，改為以經義（解釋經書）、論（對時局的評論）和策（提出解決時弊的辦法）作為考試內容。然而，蘇軾等人對該項改革提出強烈的抗議，王安石辯解說：「西北人舊為學究，所習無義理，今改為進士，所習有義理。……今士人去無義理就有義理，脫學究名為進士，此亦新法於西北士人可謂無負矣。」

### 武舉

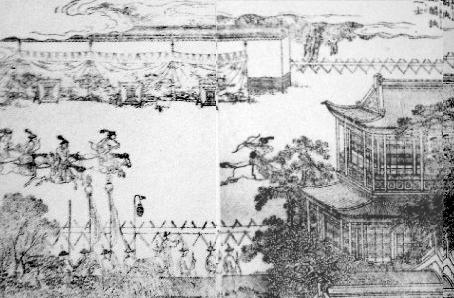
武举考试

中國武周時武則天始創選拔武將的武舉考試，至清朝時改稱武科。中國歷史上武舉一共進行過約五百次，在朝鮮、越南亦有舉行。相對於文科舉，武科舉較為不受重視。歷朝的武舉時而廢止，時而恢復。而武舉出身者的地位亦低於文科出身的進士。唐代的武舉主要考核膂力和武藝兩大方面，包括举重、騎射、步射、馬槍等；此外對考生形象亦有要求，要「軀幹雄偉、可以為將帥者」。宋代起規定武舉人不能只有武力，還須考戰策、兵法等，考核系統更加全面與規範化。宋代首位通過武舉考核的武狀元為薛奕，後在與西夏的戰事中陣亡。朝鮮、越南地區的武舉亦承襲中國武藝與策略皆考的模式。

### 僧科
僧科是朝鲜高丽时代至李朝初期所实施的僧侣考试制度。分为宗选与大选。宗选由寺剎主持，大选由国家主持。宗选合格始得参加大选。大选分为禅宗大选与教宗大选，前者在禅宗总本寺广明寺，后者在教宗总本寺王轮寺。每三年举行一次大选。禅宗大选考试的科目是：《传灯录》与《拈颂集》。阶位有：大选、大德、大师、重大师、三重大师、禅师、大禅师。教宗大选考试的科目为：《华严经》与《十地经》，阶位有：大选、大德、大师、重大师、三重大师、首座、僧统。王师或国师即由禅宗最高阶位的禅师、大禅师或由教宗最高阶位的首座、僧统中选任。此一制度，李朝也加以沿用，但其禅宗之阶位为：中德、禅师、大禅师、都大禅师（或判宗禅师），教宗阶位为：中德、大德、大师、都大师（或判教宗师）。

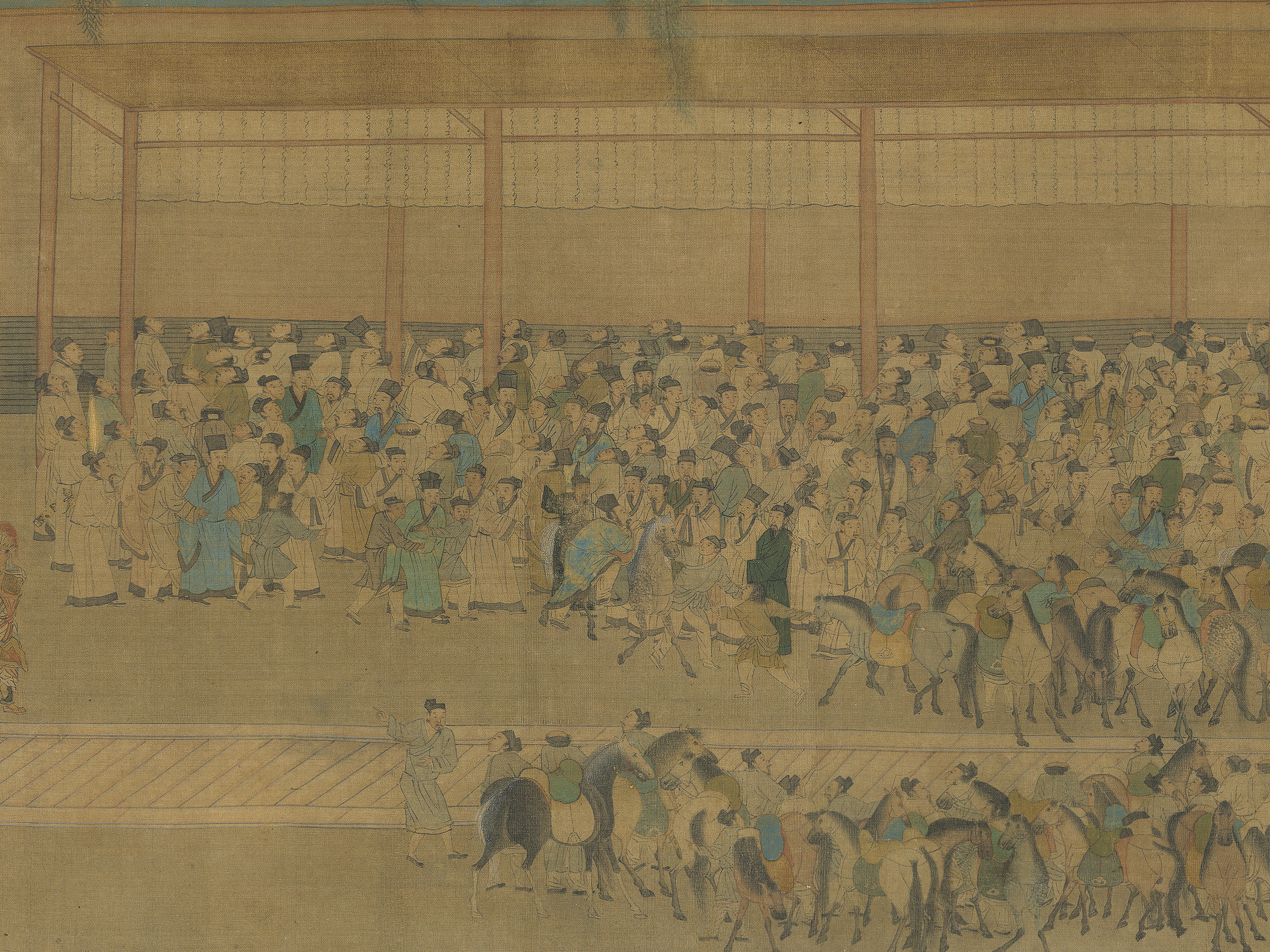
科舉放榜時的情景

## 投机

### 假冒出身
假冒出身，是因為古時規定賤民或者次等人如蜑戶、奴婢、皂隸、優伶、娼妓等人的後裔，不能參加科舉考試或應考特定科目，故有人會假冒自己的出身，有幾種模式，例如要求良民收養自己為子，有些人會改寫祖先的經歷，甚至虛構自己祖先的姓名、虛構名人為祖先等。或者有人會假冒自己出身獲得門廕的世家大族，希望自己受到考官的賞識。

### 冒籍
假冒籍贯，通稱為冒籍，由於科舉考試各地依照人口、族群分布、文風設定了錄取名額，所以每個士人必須要在本籍考試，以保障考試公平，但有許多人會設法到錄取機會更高的郡縣、行省赴考，如臺灣建省前，許多福建省泉州府、漳州府的士子都會設法以福建省臺灣府籍應考，以增加錄取機會。在外經商、遊幕、為官等必須寄居外地，稱為「寄籍」，「寄籍」的士子得以使用寄居地的籍貫應考，也有人會假冒自己「寄籍」外地，而在外地投考。

## 舞弊
由於，科舉考試的成功在一定程度上保證一生的富貴榮華，因此不少人均企圖以作弊（包括武舉）以在科舉中取得好成績。最常見的作弊有三種：
1. 賄買（即賄賂主考官以獲取好成績）。
2. 夾帶考試經文（帶書或抄錄於隨身物品中）入內作弊。
3. 請人代考（俗稱替身、槍替（替槍）、請槍、捉刀）。

### 賄買
唐代武則天時代曾一度設立糊名的辦法，遮掩考生的名字以減少批卷者認出撰卷人的機會，也打擊干投行卷的作為，這作法在宋代以後成為定例。同時又發明謄錄的方式，由專人抄錄考生的試卷並以抄本送往評級。這樣批卷者連辨認字跡也不能。然而，考生仍可與考官約定，以特定的句子或字詞來作暗號，即所謂「買通關節」。為了減少這種可能，自宋太宗起訂立鎖院的制度。每次考試的考官分正副多人，俱為臨時委派，以便互相監察。當考官接到任命後，便要同日進入貢院，在考試結束發榜前不得離開；亦不得接見賓客。如果考官要從外地到境監考，在進入本省境後亦不得接見客人。賄買若然被揭發，行賄受賄者都可能被處死；而同場的考官亦可能被牽連受罰。
清兵入关初期，便曾发生了丁酉科考案（顺治十四年），顺天、江南、河南、山东、山西五闱弊案，最后以江南闱十六房主考全部斩立决，數十人被正法或贬徙尚阳堡、宁古塔。其間，数百名举人在清兵夾帶下赴北京重考。是为中国科举史上最大的科场舞弊案。有人認為這是清初嚴厲懲治科考作弊的具體舉措，也有人认为这是初入中原的满族统治者以严刑酷法震撼汉族知识分子，从而达到巩固统治的目的，所谓“朝廷有意与世家有力者为难，以威劫江南人也”。

### 夾帶

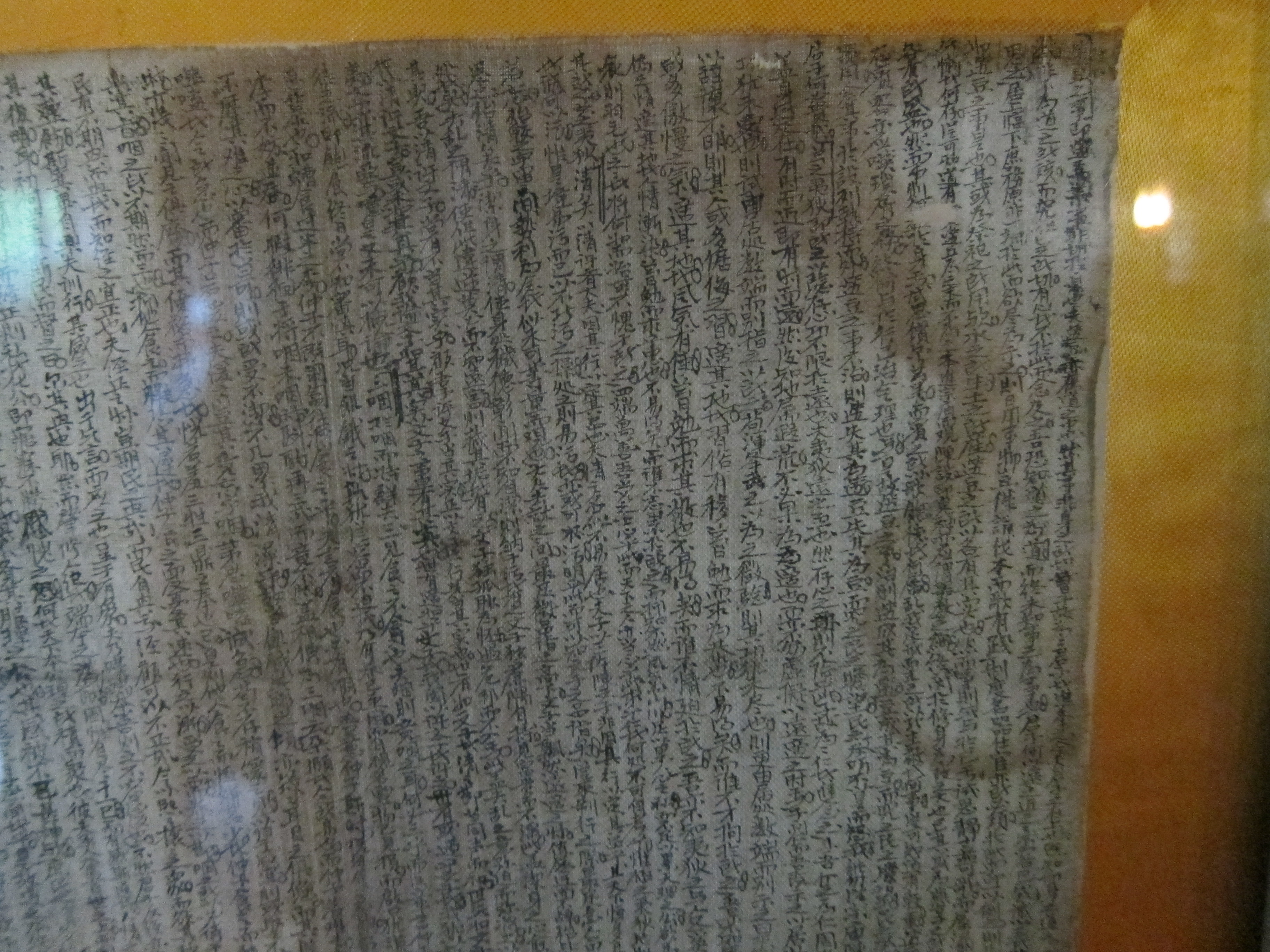
科举考试中被夹带入场的作弊材料

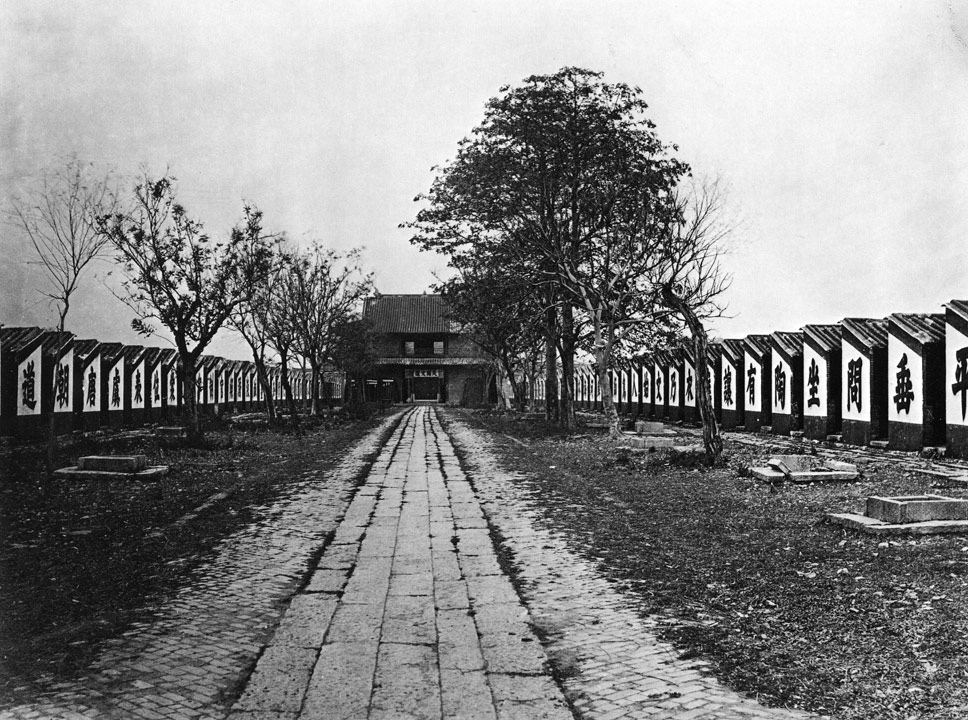
貢院內的號舍

唐代的科舉考試已設有兵衛，以阻止夾帶作弊。但抄襲捉刀，屢有發生。例如賈島手持紙條，“巡鋪告人曰：‘原夫之輩，乞一聯，乞一聯’！”宋朝起，考試在貢院內進行，貢院內考生之間是以牆壁隔開的，稱為號舍。考生不可以喧嘩、離場，以防止傳卷或傳話。但是夾帶經文這作弊方法始終是屢禁不止，層出不窮。常見的方法有將經文藏在衣服鞋襪裡，或索性密寫在衣物、身體上。其他各式随身物品，包括文具、食品、蠟燭等等都曾被用作夾帶。明清的科舉保安十分嚴格，要求達到「片紙隻字皆不得帶入試場」的程度。除了在進場前由兵衛仔細搜查外，乾隆時更曾下詔詳細限定考生帶入場各式物品的規格。例如：硯台、木炭、糕點的大小厚度；水壺、燭台的用料；以至毛筆、籃子的款式都有明限。此外對檢舉夾帶者有賞格，被發現者按刑律，除了取消資格外，更要当场打板，带枷示眾，發配充軍，還可能累及父、師。但科場舞弊始終未曾徹底有效地受到打擊。有傳說指一次會試中有舉人把夾帶的書本掉在地上，奉旨檢查的親王卻為他掩飾，說：「何以攜账簿入場！」（為甚麼連賬簿都帶進考場來！）2003年2月在苏州又发现一本清代考生作弊的小抄书，厚0.4厘米，只有半个巴掌大，竟有9万字的考试内容，一粒米就能盖住六个字。

### 代考
代考在唐朝時頗為常見，詩人溫庭筠“多為鄰鋪假手”。為了防止代考，需要考生交具鄉里保結，及提供详细的体貌特征的履历。進場前考官會根據履历驗明考生的身分。但是，代考作弊似乎亦沒有被完全杜絕，至清朝時仍間有揭發「請槍」代考。大部份的槍手都是經歷科場的高手，常有已是舉人出身者。例如民國初年的重要政治人物胡漢民，便是著名的代考“槍手”，胡漢民本身為舉人，曾在清末兩次代人參加鄉試，皆獲得中舉，並因而獲得巨額銀錢。

### 處罰
科举作弊历代皆有，各代處罰也都不輕，清朝之前，科场弊案的處罰是革职、流放。趙翼嘆道：“纳贿舞弊，仅至窜谪，科场之例，亦太弛纵矣！”清朝首开“科场作弊者死”之先例。顺治十四年（1657年），發生丁酉順天、江南科場舞弊大案，數十名考官被處斬，家產籍沒，父母兄弟妻子俱流徙邊境。咸丰八年的戊午顺天乡试案，主考官柏葰是中國唯一处斩的一品大员，也是科举史上死于科场案的职位最高的官员。

## 科举名銜称谓一览

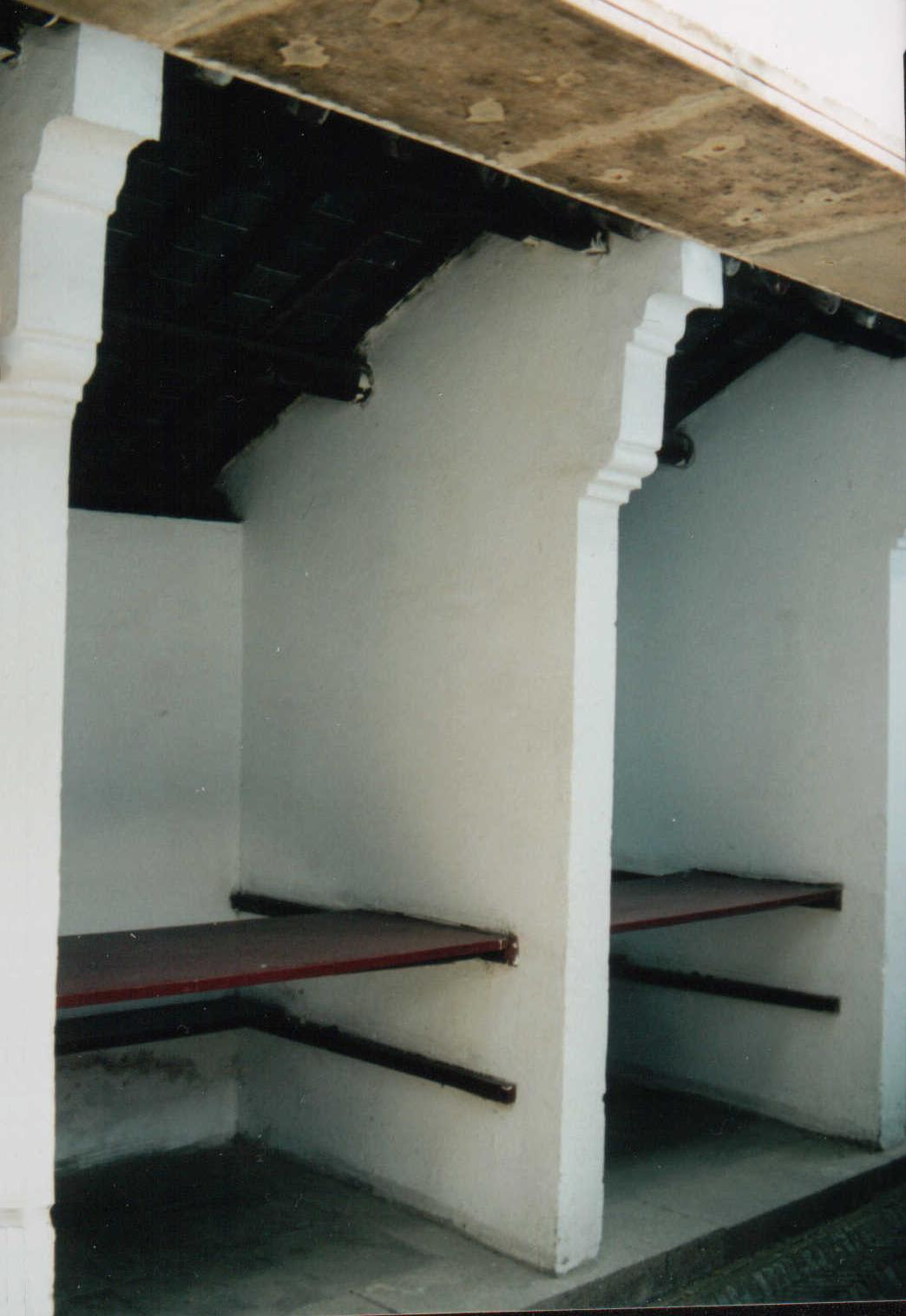
考場的座位

- 進士：意即贡举的人员。唐代科目中以进士科最被重视，明、清两代，始以进士为考中者的名称，凡是举人（乡试考中者）经过会试考中者为贡士，由贡士经过殿试录取者为进士。在現代越南語中轉化為博士的稱呼。
- 状元：科举考试以名列第一者为元。唐代举人赴京应礼部考试都须投状，因此称进士科及第的第一名为状元，也叫状头。宋代以殿试首名称状元。明、清会试以后，贡士须作殿试，分三甲取士，一甲三名，第一名为状元。
- 榜眼：科举殿试一甲第二名称榜眼。北宋初期，殿试录取的一甲第二、三名都称榜眼，意思是指榜中双眼。明、清两代专指第二名，第三名称探花。榜眼授翰林院编修。
- 探花：科举殿试一甲第三名称探花。唐代进士曲江杏园初宴，称“探花宴”，以同榜俊秀少年进士二三人为探花使，遍游名园，探采名花，探花之名始于此，宋代又称探花郎。南宋以后，专指殿试一甲第三名。元、明、清三代沿袭不改。探花授翰林院编修。
- 傳臚：科舉殿試二甲第一名稱傳臚。原本亦可指三甲（賜同進士出身）第一名，但後來逐漸僅指二甲頭名而已。
- 貢士：古代向朝廷荐举人才的制度。自唐以后，经乡贡考试合格的叫贡士。清代，会试考中的为贡士。
- 会元：科举制度中乡试中式为举人，举人会试中式第一名为会元。
- 舉人：原指被推荐之人，为历代对各地乡贡入京应试者的通称。明、清两代，为乡试考中者的专称，作为一种出身资格，中了举人叫“发解”、“发达”，简称“发”，习惯上俗称为“老爷”。在現代越南語中轉化為學士的稱呼。
- 解元：唐代，举进士者皆由地方解送入试，故相沿称乡试第一名为解元。宋以前称解头。
- 孝廉：汉代选拔官吏的科目之一，为士大夫的主要途径。明清俗称举人为孝廉。
- 举主与门生：汉代士人通过察举和征辟人仁做官、主持州郡察举的列侯。刺吏、郡称为举主，被举、被辟的贤士便成为举主、府主的门生故吏，后科举考试及第者对主考官亦自称门生。宋太祖之後，進士由御前殿試取錄，進士從此成為「天子門生」；同時亦明文規定以後舉人不得自稱考官門生。
- 贡生：明、清时府、州、县学的生员，凡已考选升入国子监肄业的称为贡生。意思是以人才贡献给皇帝。
- 秀才：别称“茂才”。本是优秀人才的通称。汉代以后，成为荐举人才的科目之一。南北朝时，最重此科。唐代初期，设秀才科，后来渐渐废去，仅作为对一般儒生的泛称。明太祖曾采取荐举的方法，举秀才数十人，反以知府为官。明、清两代，专门用来称府、州、县的学员。习惯上也称为“相公”。在現代越南語中轉化為高中學歷的稱呼。

### 引用
1. 1 2  吴新武. . 2003年4月.
2. ↑  中华孔子学会. . 人民教育出版社. 1994. ISBN 9787107112201.
3. ↑  《新唐书》卷四十四:每岁仲冬，州、县、馆、监举其成者送之尚书省；而举选不繇馆、学者，谓之乡贡，皆怀牒自列于州、县。
4. ↑  试谈唐代科举中的"公荐" （页面存档备份，存于）.鲁行经院学报.2002年第二期.
5. ↑  《宋史》卷155：贾昌朝言‘自唐以来，礼部采名誉，观素学，故预投公卷。今有封弥、誊录法，一切考诸试篇，则公卷可罢。’自是不复有公卷。
6. ↑  第一篇 古代至清末陕西人事   第二章 选拔与培训   第五节 宋金元 （页面存档备份，存于）.陕西省地方志办公室.
7. 1 2 3 4 5 6  刘海峰，中国对日、韩、越三国科举的影响，《学术月刊》，2006年12月刊
8. ↑  罗长山，《越南科举三教考试问题初探》，《东南亚纵横》，1993(2)。
9. ↑  《庙学典礼》卷一《选试儒人免差》：丁酉年（1237年）八月二十五日，皇帝圣旨道与呼图克、和塔拉、和坦、谔噜、博克达扎尔固齐官人每：“自来精业儒人，二十年间学问方成。古昔张置学校，官为廪给，养育人才。今来名儒凋丧，文风不振。所据民间应有儒士，都收拾见数。若高业儒人，转相教授，攻习儒业，务要教育人材。其中选儒士，若有种田者，输纳地税，买卖者，出纳商税，开张门面营运者，依行例供出差发，除外，其余差发并行蠲免。此上委令断事官蒙格德依与山西东路徵收课程所长官刘中，遍行诸路一同监试，仍将论及经义、词赋分为三科，作三日程试，专治一科为一经，或有能兼者，但不失文义者为中选。其中选儒人，与各住处达噜噶齐 、管民官一同商量公事勾当者。随后照依先降条理，开辟举场，精选入仕，续听朝命。准此。”【其中，文中的“扎尔固齐”，元代文献中常作「达鲁花赤」，参见《元史》卷八七《百官志三》。文中的“达噜噶齐”，元代文献中常作「达鲁花赤」，参见《元史》卷九〇《百官志六》。】
10. ↑  《元史》卷81《选举志》一，第2017页
11. ↑  《元史》卷81《选举志》一，第2018页
12. ↑  《黄金华集》卷43
13. ↑  根据《元史》卷八十一《选举》记载，仁宗皇庆二年十月，中书省臣奏：“科举事，世祖、裕宗累尝命行，成宗、武宗寻亦有旨，今不以闻，恐或有沮其事者。夫取士之法，经学实修己治人之道，词赋乃摛章绘句之学，自隋、唐以来，取人专尚词赋，故士习浮华。今臣等所拟将律赋省题诗小义皆不用，专立德行明经科，以此取士，庶可得人。”帝然之。
14. ↑  明崢，《越南史略》，129~130頁
15. 1 2  明崢，《越南史略》，191~192頁
16. ↑  明崢《越南史略》，216頁
17. ↑  明崢，《越南史略》，249頁
18. ↑  《大南实录正编》第二纪卷十四:“先期铸会试之印，建试场与京城内之南。分为内外场及甲乙二围。照应试人数于围内各造号舍、悬名简。……试题第一场制义经五题、传一题，第二场诏、制、表各一道，第三场排律诗一首、八韵赋一道，第四场策问一道、古文或十段、今文或三四段。试院设红案，以备奉安御题。贡监行文墨卷，书吏誊录朱卷，均用官令纸印红格。入场日，号舍外，武士各一人，终日纠察。贡监行文，用真字不得草书。收卷以日暮为限。外场官各期收卷后，照次送弥封、撰号、誊录、对读。墨卷留试院，朱卷送同考。每卷二人合同点阅，分优、平、次、劣。外场官审阅定去取。”
19. 1 2  《中越文化交流史論》，186~188頁
20. ↑  Alexander Barton Woodside，Vietnam and the Chinese Model： A Comparative Study of Vietnamese and Government in the First Half of the Nineteenth Century．Cambridge(Mass)： Harvard University Press，1988，Preface，PP．4—5．
21. ↑  《國朝科榜錄·啟定四年己未科 （页面存档备份，存于）》
22. ↑  柳寿恒：《迂书》卷一《论丽制》，朝鲜汉文古籍本：双冀“即中国秀才，附商舶东来，官至翰林学士也。其法颇用唐制，以诗、赋、颂、策，取士兼取明经、医、卜等业。所谓诗，即十韵排律之类。所谓赋，即八义赋之类。唐赋有官韵，其体如骈俪”
23. ↑  。《高丽史》卷七四，《选举志序》：“三国以前，未有科举之法。高丽太祖，首建学校，而科举取士未遑焉。光宗用双冀言，以科举选士，自此文风始兴。大抵其法，颇用唐制。”
24. ↑  高明士：《隋唐贡举制度》，第361、370页，台北，文津出版社，1999。
25. ↑  ②《增补文献备考》卷一八八《选举考·科制》五，英祖五十一年赵思忠启，汉城，东国文化社，1964。
26. ↑  道成：《三峰集》卷十三《贡举论》，汉城，韩国文集丛刊编委会，2003。
27. ↑  李成茂：《高丽朝鲜两朝的科举制度》，第143—144页，北京，北京大学出版社，1993。
28. ↑  中山世谱 的存檔，存档日期2004-11-12.
29. 1 2 3  李卓、张暮辉，科举制度与日本，《古代文明》，2007年04期
30. 1 2 3  高明士，日本没有实施过科举吗，玄奘人文学报，第三期，2004年7月，pp.1-32
31. ↑  《令集解》卷十七，选叙令，“秀才出身”条注。
32. ↑  《唐代“秀才科”考辨》，陈飞
33. ↑  Guisso, Richard WL. Wu Tse-t'ien and the Politics of Legitimation in T'ang China. Bellingham: Western Washington, 1978.
34. ↑  清世祖在顺天乡试案发后，他一再强调“朝廷选举人才，科目最重，必主考、同考官皆正直无私，而后真才始得”、“开科取士，原为遴选真才，以备任使，关系最重，岂容作弊坏法”，并下令把定案结果“刊刻榜文，遍行严饬，使知朕取士釐奸至意”，“自今以后，凡考官、士子须当恪遵功令，痛改积习，持廉秉公”。
35. ↑  《研堂见闻杂记》
36. ↑  《唐摭言》卷12《輕佻》
37. ↑  黃毓民中國歷史評說系列 2006-1-14
38. ↑  .   [2007-08-13]. （原始内容存档于2016-03-04）.
39. ↑  《唐才子傳》卷8《溫庭筠》
40. ↑  苏文. . 中华书局. 2006. ISBN 7101049885.
41. ↑  赵翼曾说：“唐时之科场处分本轻，至五代时，虽有科场处分，不过降秩而已，宋初因之。如宋真宗时，刘师道之弟刘几道举进士，暗托考官陈尧咨，于卷中为识号，遂擢第。已而事泄，帝诏几道落籍，永不预举；师道降忠武军行军司马，尧咨降单州团练使。此为五代及宋科场处分之大概。惟王钦若知贡举时，有任懿者，贿以白金二百五十两，遂得中。后事泄，钦若反委罪于同知举官洪湛，湛遂遭贬斥。”
42. ↑  《廿二史札记·卷二五》

### 书籍
- 劉學銚. . 知書房出版集團. 2005: 349. ISBN 9789867640659 （中文（繁體））.
- 左言东：《职官与科举》，《中国古代文化史讲座》：《中国传统文化经要丛书》，桂林：广西师范大学出版社，2003.6 ISBN 7-5633-3938-8
- 林白、朱梅蘇：《中國科舉史話》：江西人民出版社，2000.9 ISBN 7-210-02331-3
- 艾永明：《清朝文官制度》，北京：商务印书馆，2003.12 ISBN 7-100-03956-8

## 研究書目
- 高明士：《隋唐貢舉制度》（台北：文津出版社，1999年）
- 荒木敏一：《宋代科舉制度研究》（京都：同朋舍，1969年）
- 賈志揚：《宋代科舉》（台北：東大圖書公司，1996年）
- 李弘祺：《宋代學校教育與科舉》（台北：聯經出版事業公司，1995年）
- 王德昭：《清代科舉制度研究》（北京：中華書局，1984年）
- 鄧嗣禹：《中國考試制度史》（台北：學生書局，1958年）
- 張希清：《中國科舉考試制度》（北京：新華出版社，1993年）
- 黃留珠：《中國古代選官制度述略》（西安：陝西人民出版社，1989年）
- 李新達：《中國科舉制度史》（台北：文津出版社，1996年）
- 劉海峰等著：《中國考試發展史》（武漢：華中師範大學出版社，2002年）
- 金諍：《科舉制度與中國文化》（上海：上海人民出版社，1990年）
- 劉海峰：《科舉考試的教育視角》（武漢：湖北教育出版社，1996年）
- 王炳照、徐勇主編：《中國科舉制度研究》（石家莊：河北人民出版社，2002年）
- 劉昕等主編：《中國考試史專題論文集》（北京：高等教育出版社，1999年）
- 毛佩琦主編：《中國狀元大典》（昆明：雲南人民出版社，1999年）
- 吳宗國：《唐代科舉制度研究》（瀋陽：遼寧大學出版社，1992年）
- 閻文儒、閻萬鈞：《唐代貢舉制度》（西安：陝西人民出版社，1989年）
- 傅璿琮：《唐代科舉與文學》（西安：陝西人民出版社，1986年）
- 趙子富：《明代學校與科舉制度研究》（北京：燕山出版社，1995年）
- 商衍鎏：《清代科舉考試述錄》（上海：三聯書店，1958年）
- 宋元強：《清朝的狀元》（長春：吉林文史出版社，1992年）
- 趙冬梅：《武道彷徨  歷史上的武舉和武學》（北京：解放軍出版社，2000年）

- Ichisada Miyazaki: China’s Examination Hell. Tokyo/New York 1976, ISBN 0834801043.
- John K. Fairbank: Geschichte des modernen China 1800–1985. Frankfurt am Main 1989, S. 35–40, ISBN 3423044977.
- Irma Peters: Nachwort zu Jingzi Wu, Der Weg zu den Weißen Wolken, Leipzig 1989, S. 801ff.
- Denis Crispin Twitchett: The birth of the Chinese meritocracy. Bureaucrats and examinations in T’ang China. London 1976.
- John W. Chaffee: Thorny Gates of Learning. A Social History of Examinations in Sung China. Cambridge 1985, ISBN 0521302072.

- 宮崎市定（平凡社東洋文庫、1987年） ISBN 4-582-80470-5
- 宮崎市定

（中公新書、1979年） ISBN 4-12-100015-3
（中公文庫BIBLIO、2003年） ISBN 4-12-204170-8
- 村上哲見（講談社学術文庫、2000年） ISBN 4-06-159426-5
- 李成茂 著＼平木實、中村葉子 訳（日本評論社、2008年） ISBN 978-4-535-58517-1

## 延伸阅读
[在维基数据编辑]
 《欽定古今圖書集成·經濟彙編·選舉典·科舉部》，出自陈梦雷《古今圖書集成》